# Tomás Pero-Sanz Zorrilla
Tomás Pero-Sanz Zorrilla (Bilbao, 17 de maig de 1893 – Bilbao, 1 de juliol de 1959) fou un empresari i polític basc, alcalde franquista de Bilbao.

## Biografia
Els seus pares, originaris de la província de Burgos, eren comerciants d'Abando. Amb els seus germans va fundar una empresa naviliera. Militant de Comunió Tradicionalista, tot i no haver destacat políticament abans de la guerra civil espanyola fou regidor municipal des de 1938 i el 20 de febrer de 1941 fou nomenat alcalde de Bilbao arran de la renúncia de José María de Oriol y Urquijo.
El seu mandat va estar caracteritzat per les desfilades i les celebracions en homenatge als “màrtirs” i dirigents del nou Règim, alhora que continuava amb la depuració i repressió dels funcionaris municipals. També es caracteritzà per la manca de recursos econòmics municipals i per les tensions pel repartiment del poder entre carlins i falangistes. Arran dels fets de Begoña de 15 d'agost de 1942 fou destituït. Després es dedicà a la Junta de Construcció de Temples Parroquials de Bilbao fins a la seva mort.